# Alpaida itapua
Alpaida itapua là một loài nhện trong họ Araneidae.
Loài này thuộc chi Alpaida. Alpaida itapua được Herbert Walter Levi miêu tả năm 1988.